# Brslen
Brslen (Euonymus) je rod rostlin z čeledi jesencovitých. Jsou to opadavé nebo stálezelené dřeviny s jednoduchými vstřícnými listy a drobnými květy opylovanými hmyzem. Plodem je tobolka. Rod zahrnuje asi 140 druhů. Je rozšířen v Eurasii a Severní a Střední Americe, okrajově i v severní Africe, Madagaskaru a Austrálii. V České republice rostou dva původní druhy, brslen evropský a brslen bradavičnatý.
Stálezelené i opadavé brsleny jsou pěstovány jako okrasné keře. Některé druhy, včetně brslenu evropského, jsou jedovaté.

## Popis
Brsleny jsou opadavé nebo stálezelené keře, řidčeji malé stromy nebo i šplhavé keře. Výjimečně mohou některé druhy dosáhnout výšky až 25 metrů. Listy jsou jednoduché, vstřícné (vzácně i střídavé nebo přeslenité), řapíkaté, celokrajné nebo na okraji zubaté či vroubkované, s palisty. Žilnatina je zpeřená. Větévky mají okrouhlý nebo čtyřboký průřez.
Květy jsou oboupohlavné, pravidelné, čtyřčetné nebo pětičetné, uspořádané ve vrcholových nebo úžlabních vrcholících. Kalich i koruna jsou volné, čtyř nebo pětičetné. Koruna je bílá, žlutá, zelenavá, červená nebo purpurová. V květech je přítomný kruhovitý, dužnatý nektáriový disk. Češule chybí. Tyčinek je 4 nebo 5 a jsou přirostlé k okraji nektáriového disku. Semeník je svrchní, srostlý ze 4 nebo 5 plodolistů a se stejným počtem komůrek. Na jeho vrcholu je jediná čnělka zakončená vrcholovou bliznou. V každém plodolistu je po 2 vajíčkách. Plodem je kulovitá až vejcovitá tobolka. Povrch může být hladký, drsný, trnitý, hluboce laločnatý, u některých druhů jsou na plodech podélná křídla. Semena mají žlutý, oranžový nebo červený míšek.

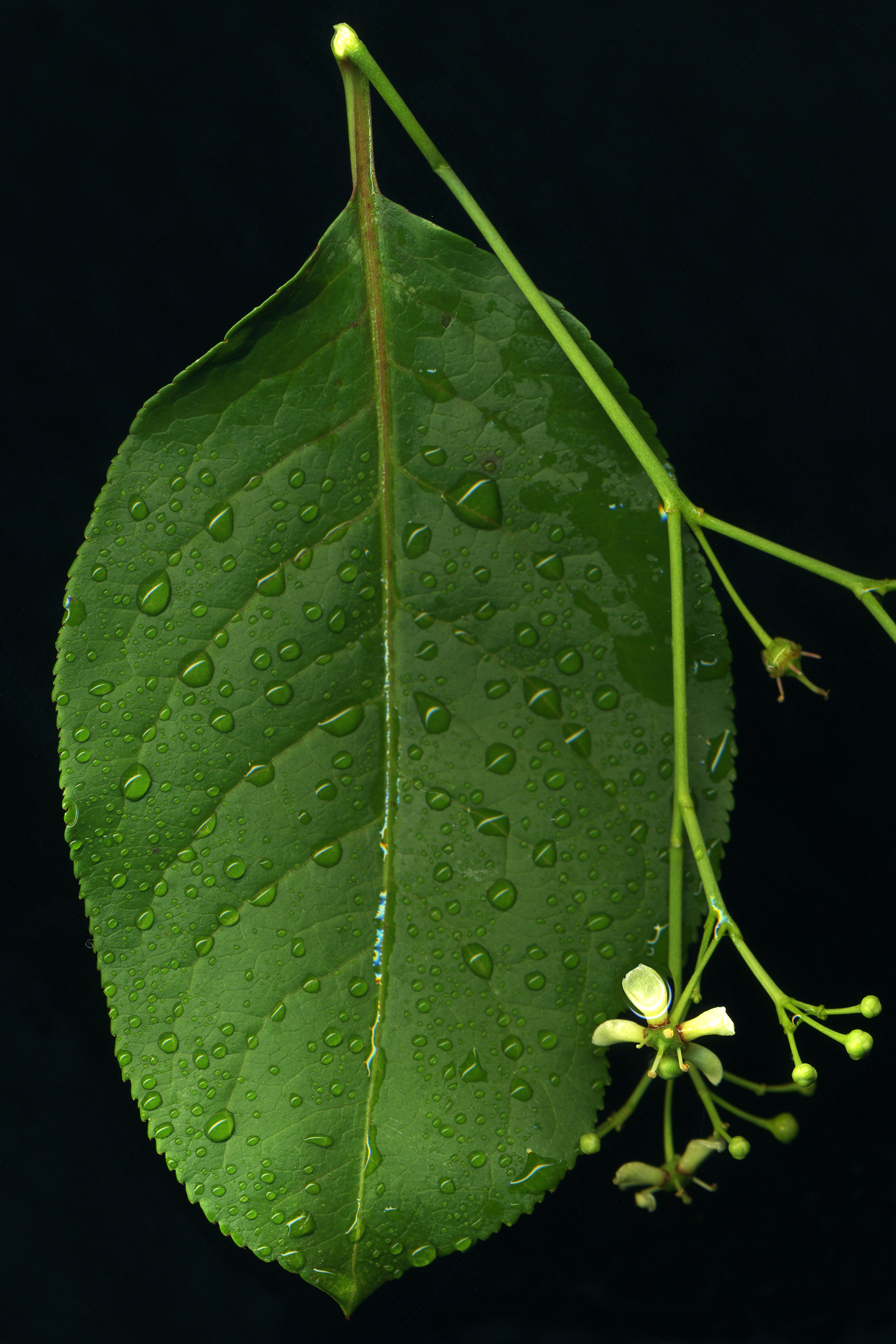
List a květy brslenu evropského
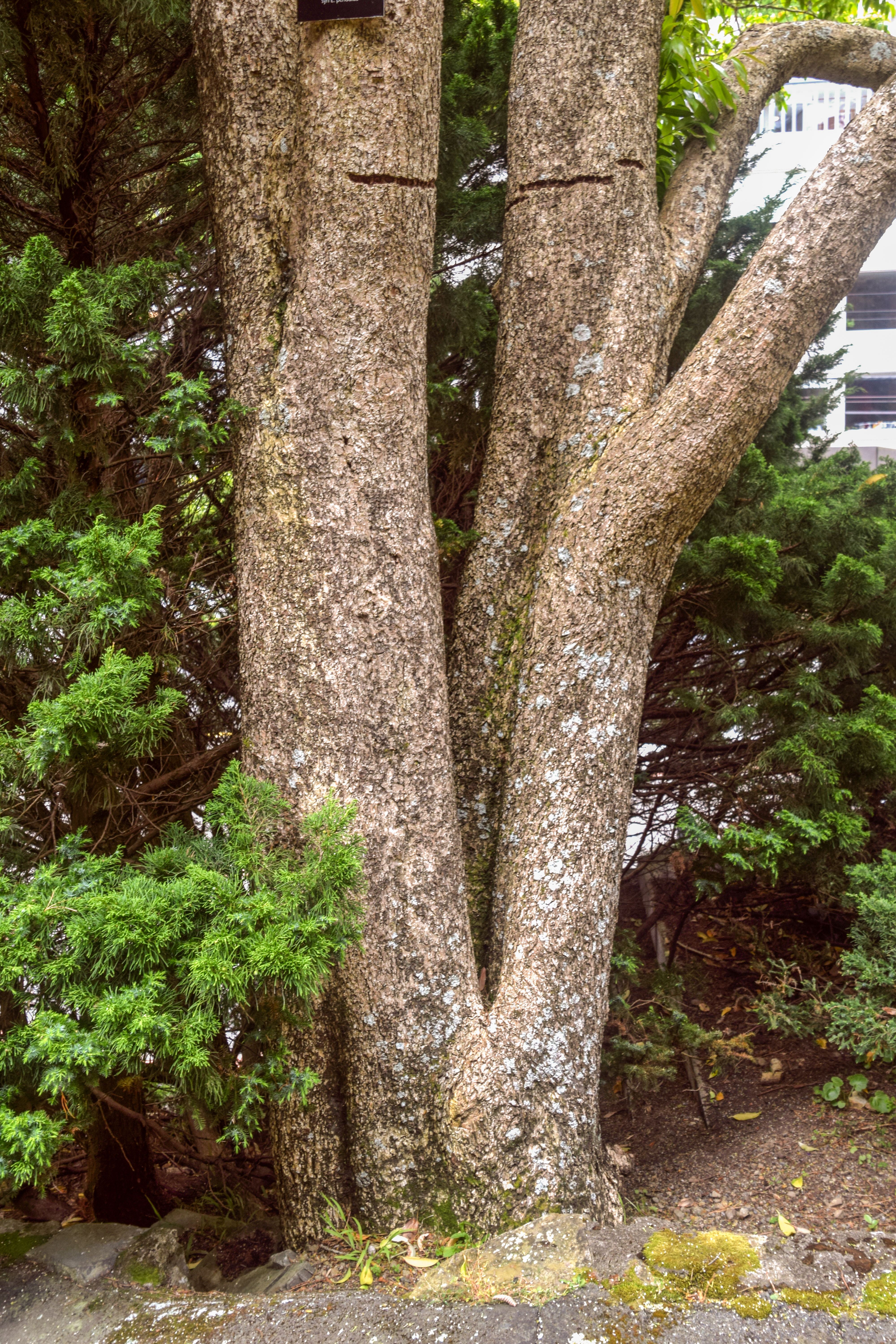
Stromovitý druh Euonymus lucidus
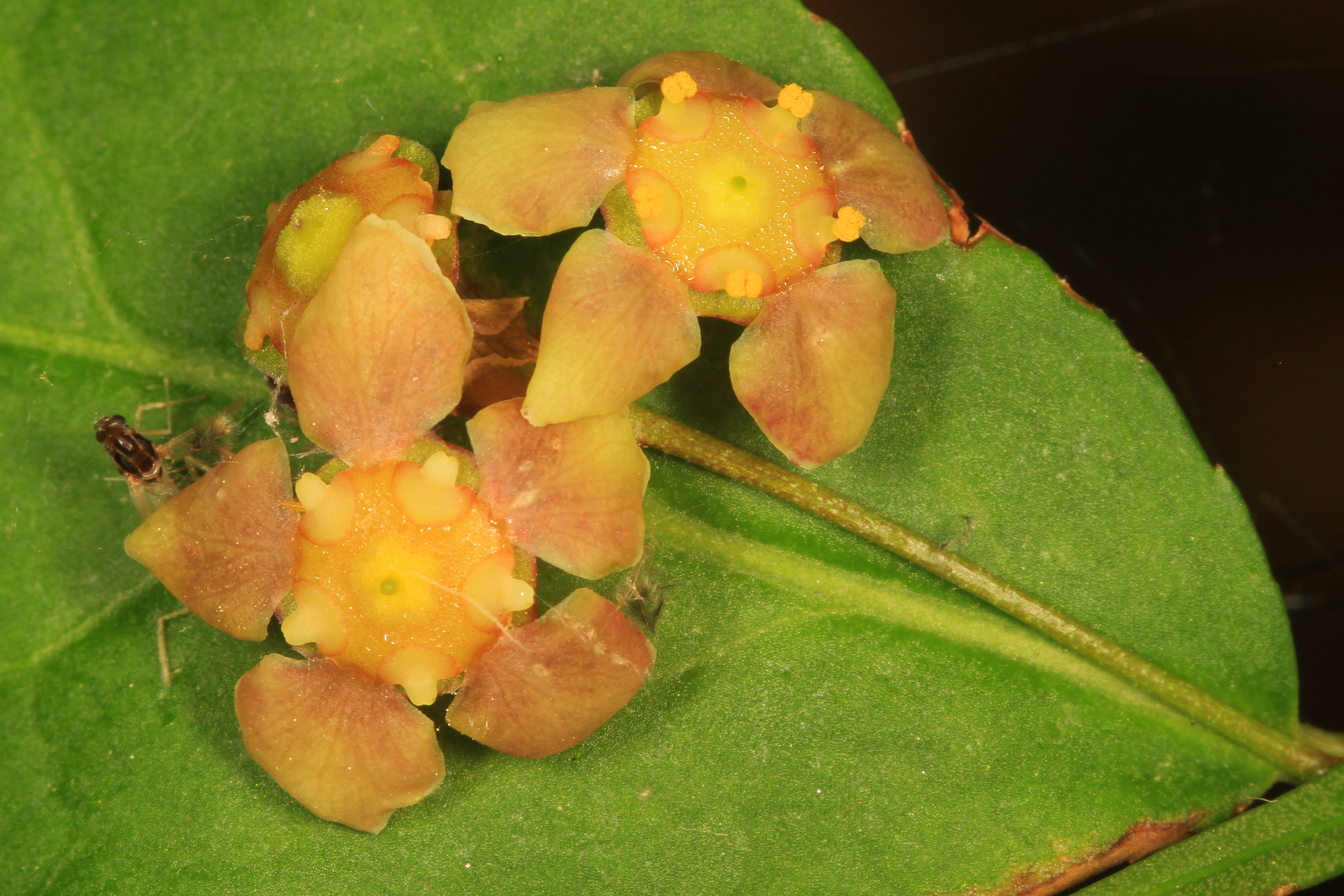
Detail květů brslenu amerického
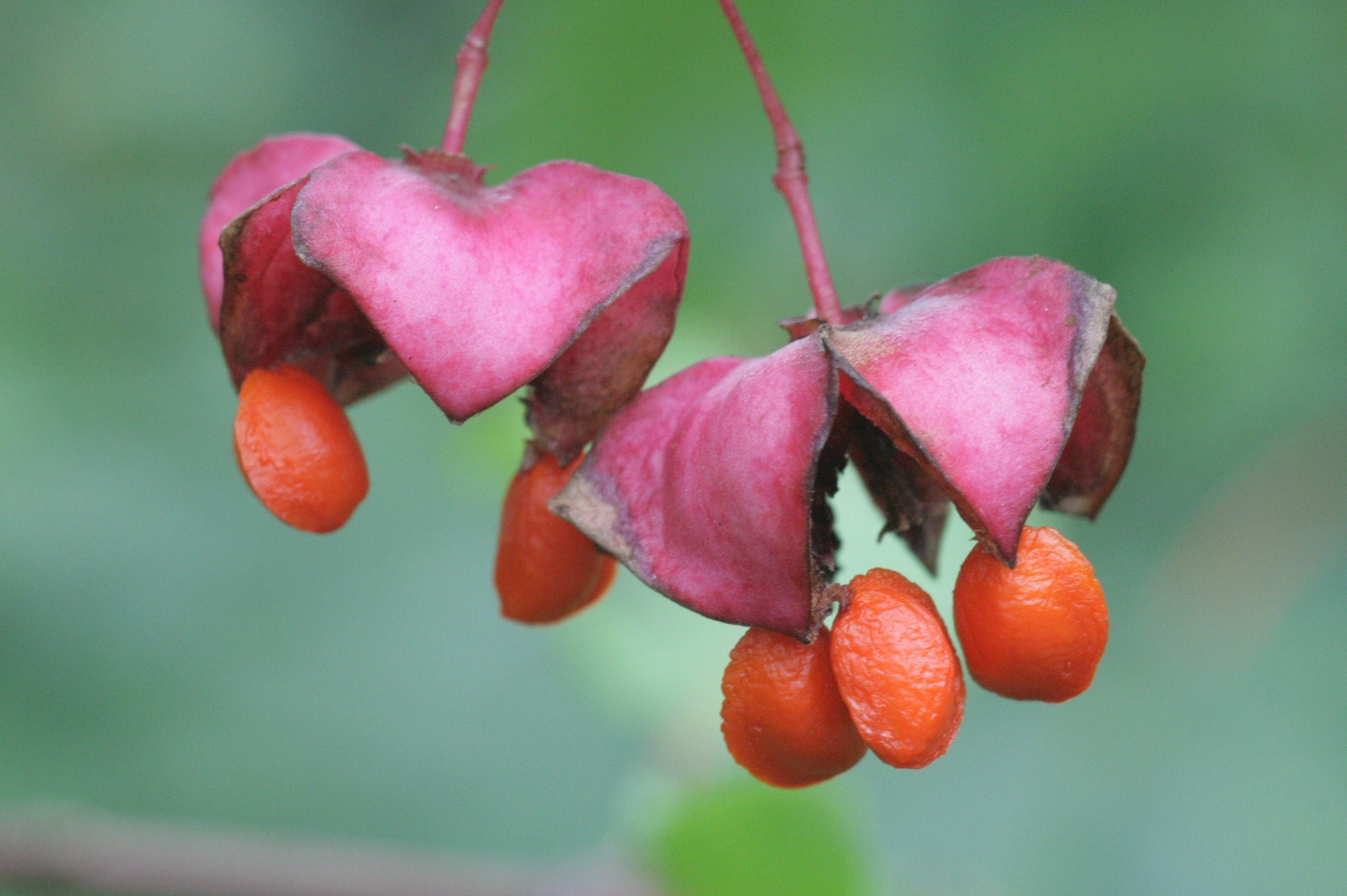
Plody brslenu širokolistého

## Rozšíření
Rod brslen zahrnuje asi 140 druhů. Je zastoupen s rozličnou četností na všech kontinentech s výjimkou Jižní Ameriky. Centrum druhové diverzity je v Číně, odkud je uváděno asi 90 druhů, z toho 50 endemických. V Severní a Střední Americe a Karibiku roste dohromady 9 druhů. Na africké pevnině je rod zastoupen pouze brslenem širokolistým, který přesahuje z Evropy do Maroka a Alžírska. Na Madagaskaru rostou 2 druhy. V Austrálii je rod zastoupen jediným druhem, který se vyskytuje v severovýchodním Queenslandu.
V České republice je rod zastoupen 2 původními druhy. Brslen evropský je poměrně hojně rozšířen v nižších a středních polohách. Na jižní Moravu zasahuje brslen bradavičnatý. V teplejších oblastech Evropy dále roste brslen širokolistý, v jihovýchodní Evropě brslen nízký.

## Ekologické interakce

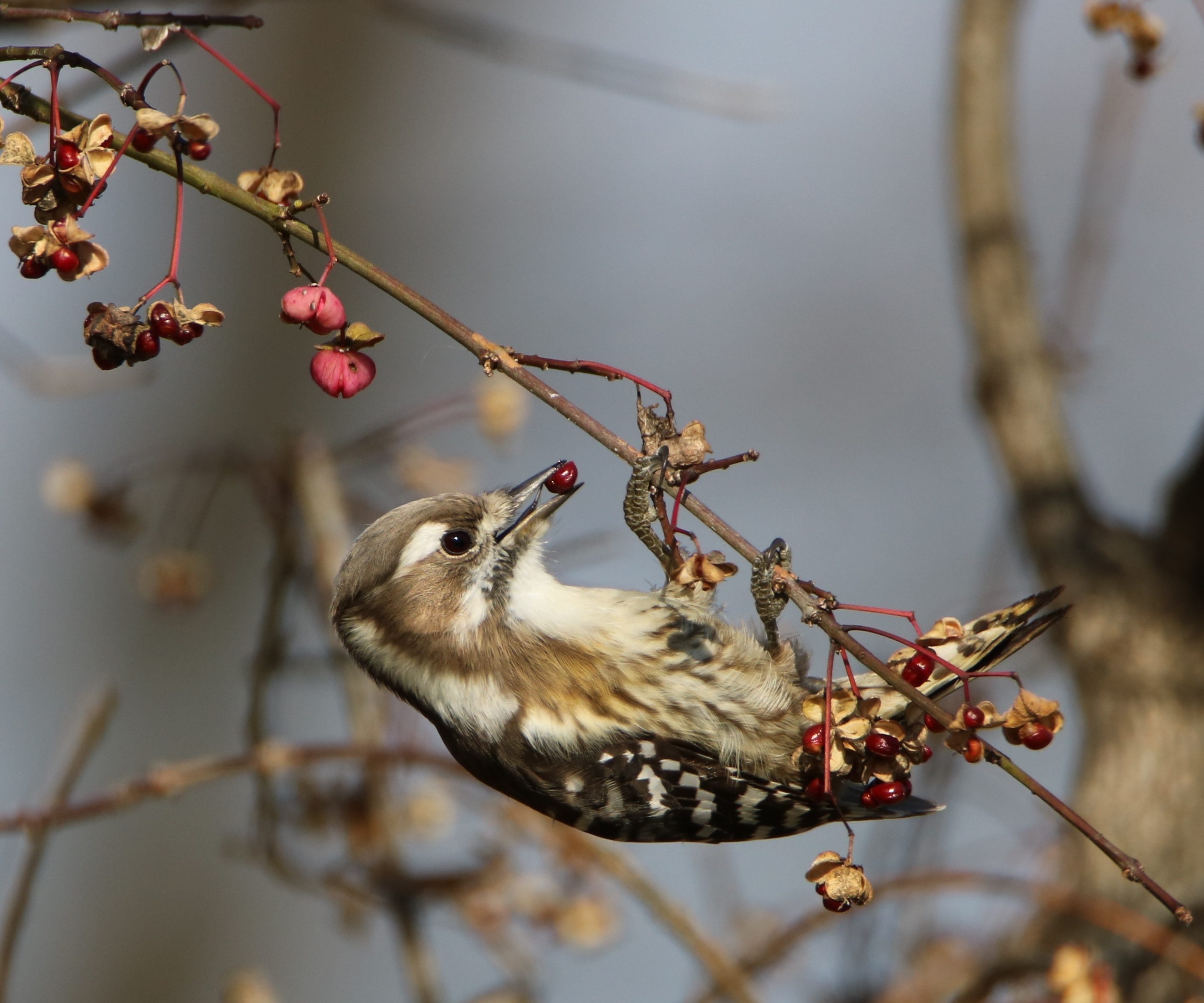
Strakapoud ussurijský pojídající plody brslenu Hamiltonova

Květy brslenů obsahují nektar a opylují je zejména různé mouchy. Semena brslenů rozšiřují ptáci, kteří konzumují míšek. Plody brslenu evropského šíří zejména červenka obecná, v menší míře také kos černý, pěnice černohlavá a drozd zpěvný.

## Obsahové látky a jedovatost
Otravy byly zaznamenány zejména po požití plodů brslenu evropského. Hlavními obsahovými látkami jsou kardenolidy (kardioaktivní steroidy digitalisového typu) a řada alkaloidů s dráždivým účinkem na trávicí systém. Alkaloidy jsou obsaženy i v listech. Otravy se projevují zejména dlouhotrvajícím zvracením a vodnatým průjmem. Objevuje se též horečka, halucinace, křeče a kóma, někdy i srdeční arytmie. Léčba spočívá zejména v nitrožilním doplňování tekutin a podávání antiemetika. V brslenu evropském byly zjištěny také triterpenoidy. Rovněž borka brslenu tmavočerveného má projímavý a emetický účinek.

## Zástupci
- brslen americký (Euonymus americanus)
- brslen bradavičnatý (Euonymus verrucosa)
- brslen Bungeův (Euonymus bungeanus)
- brslen červený (Euonymus sanguineus), syn. brslen krvavý
- brslen evropský (Euonymus europaeus)
- brslen Fortuneův (Euonymus fortunei)
- brslen Hamiltonův (Euonymus hamiltonianus)
- brslen japonský (Euonymus japonicus)
- brslen korkovitý (Euonymus phellomanus)
- brslen křídlatý (Euonymus alatus)
- brslen nízký (Euonymus nanus)
- brslen obvejčitý (Euonymus obovatus)
- brslen ostrolistý (Euonymus oxyphyllus)
- brslen puchýřnatý (Euonymus bullatus)
- brslen sachalinský (Euonymus sachalinensis)
- brslen sametový (Euonymus velutinus)
- brslen Semenovův (Euonymus semenovii)
- brslen Sieboldův (Euonymus sieboldianus)
- brslen širokolistý (Euonymus latifolius), syn. brslen širolistý
- brslen tmavočervený (Euonymus atropurpureus)
- brslen velkokřídlý (Euonymus macropterus)
- brslen zploštělý (Euonymus planipes)[10][11]

## Význam
Řada druhů je pěstována jako okrasné keře. Ze stálezelených druhů se v různých kultivarech pěstuje zejména brslen Fortuneův a brslen japonský. Z opadavých brslenů se mimo našich domácích druhů pěstuje např. brslen křídlatý s nádherným, ohnivě červeným podzimním zbarvením, dále brslen širokolistý s velkými, křídlatými plody a brslen korkovitý s nápadnými korkovitými lištami na větvích.
Dřevo druhu Euonymus javanicus z jihovýchodní Asie je známo mimořádnou odolností vůči povětrnostním vlivům a narušení hmyzem, je však velmi vzácné. Některé exotické druhy mají význam v domorodé medicíně.

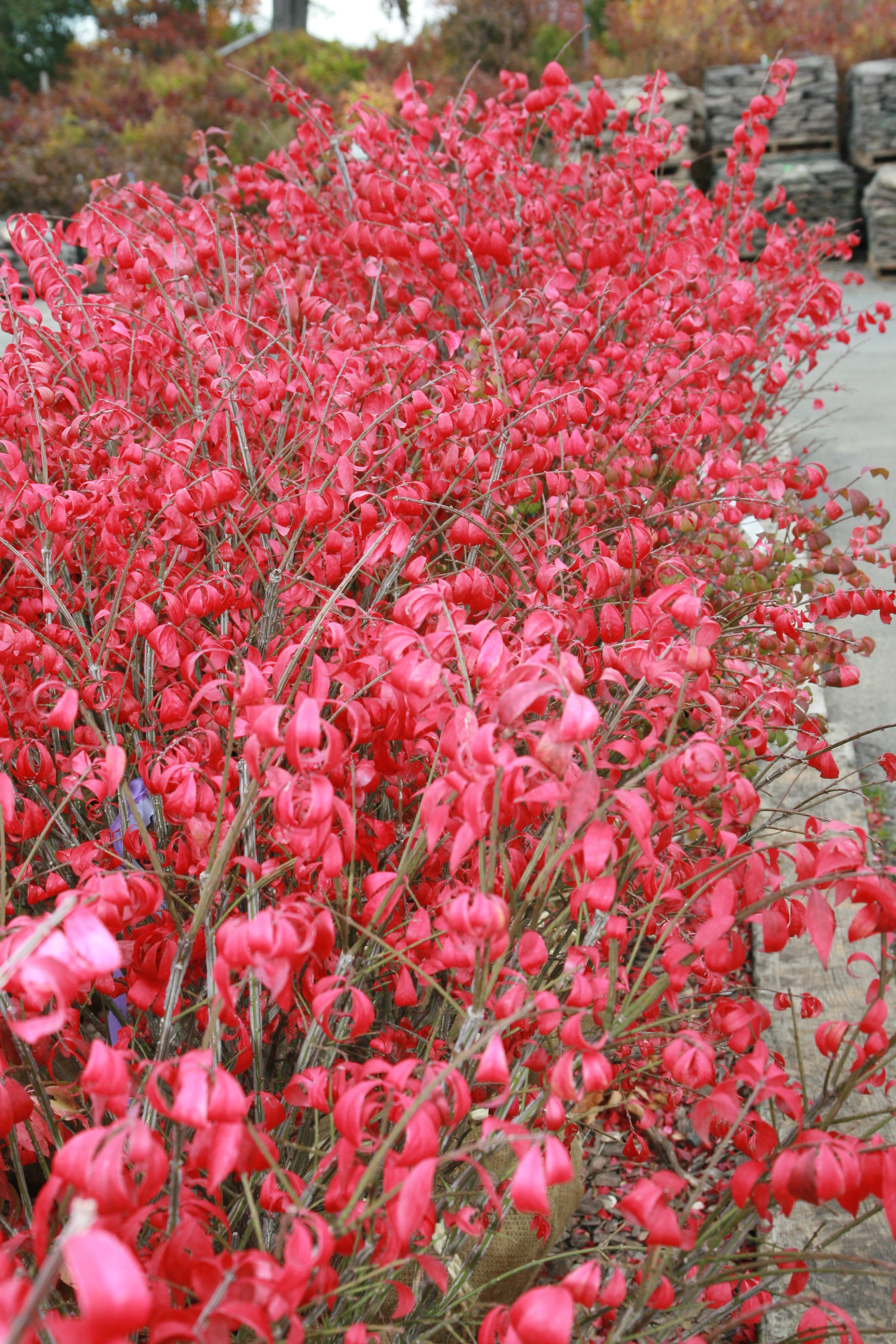
Podzimní zbarvení brslenu křídlatého
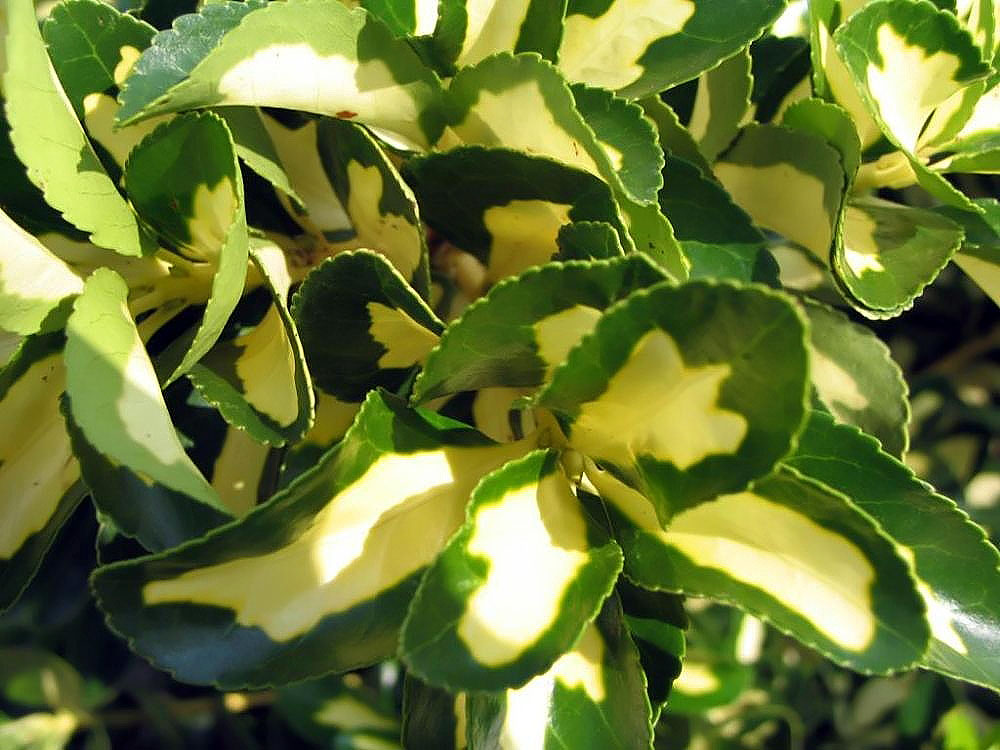
Pestrolistý kultivar brslenu japonského 'Aureo Marginata'
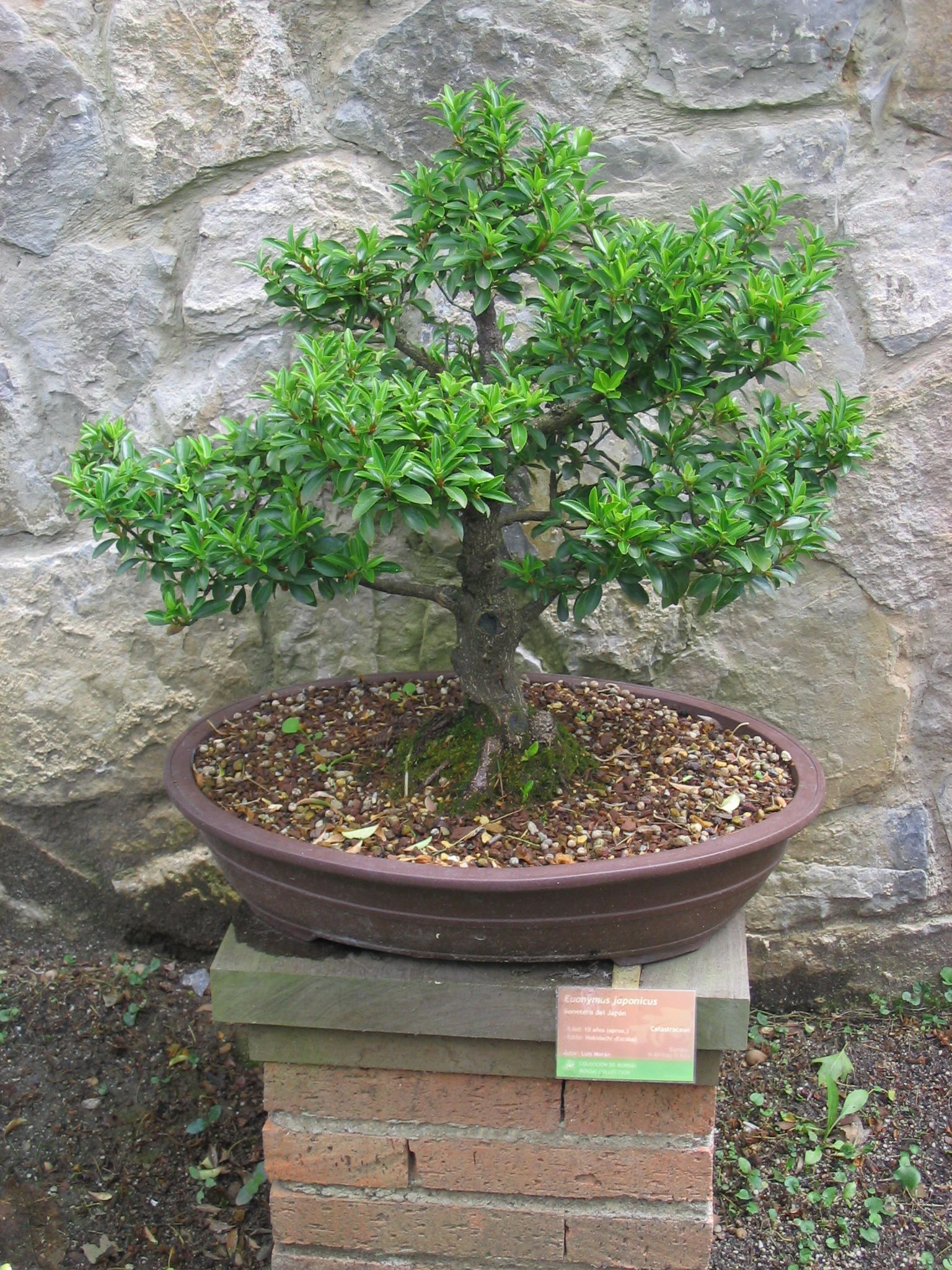
Brslen japonský jako bonsaj